# الإعلام في تونس

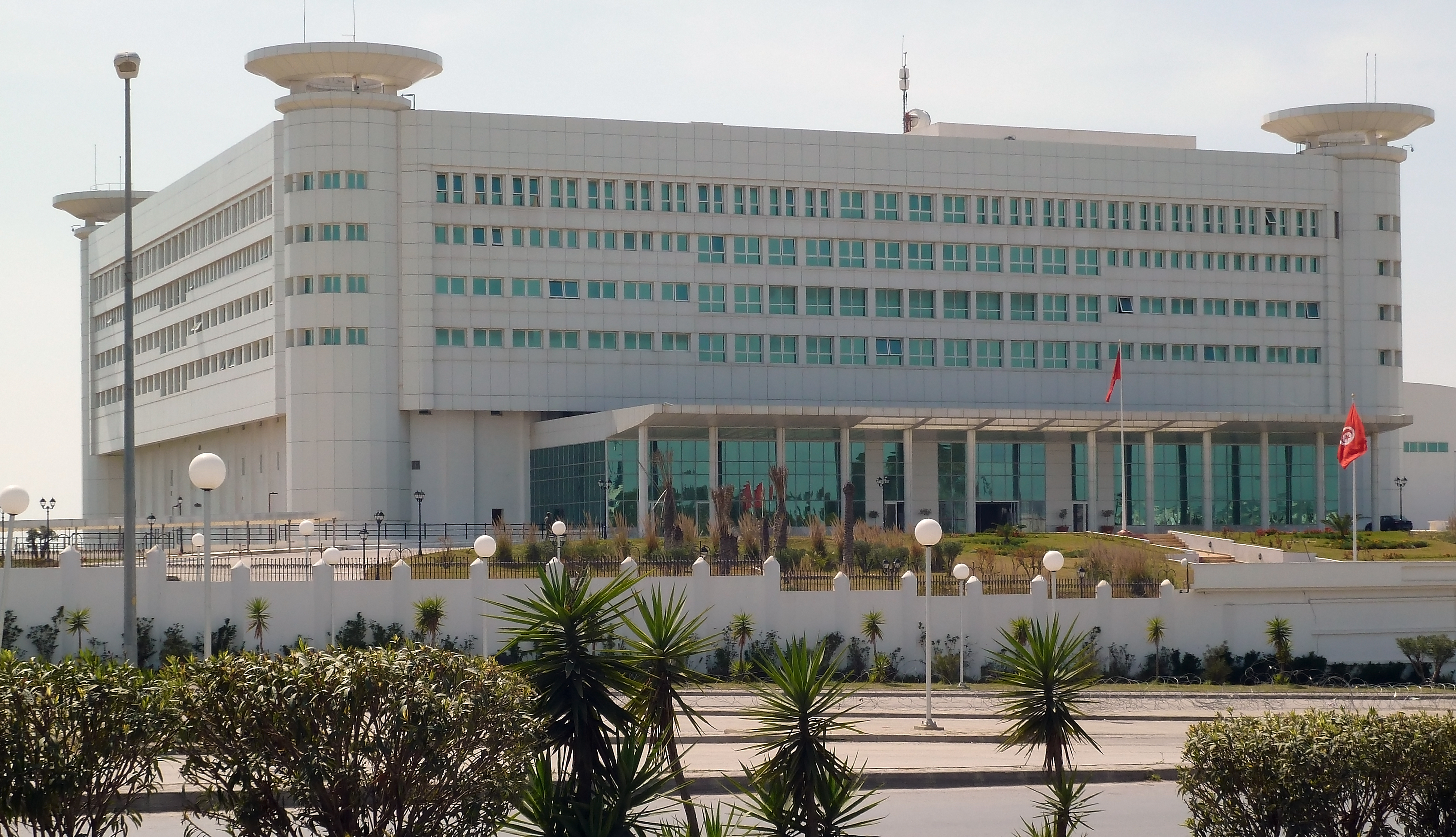
مبنى الإذاعة الوطنية

الإعلام في تونس يضمنه الدستور التونسي في فصله الثامن الخاص بحرية الفكر والتعبير والصحافة والنشر. يصدر القطاع الخاص أغلب الصحف في تونس، في حين يهيمن القطاع الحكومي على البث الإذاعي والتلفزي. وقع إلغاء احتكار مؤسسة الإذاعة والتلفزة التونسية سنة 2003، وقد أطلقت أول إذاعة خاصة في نوفمبر 2003 تلتها في فبراير 2005 أول قناة تلفزية خاصة. يوجد في تونس وكالة أنباء واحدة وهي وكالة تونس إفريقيا للأنباء ويشرف على القطاع السمعي البصري المجلس الأعلى للاتصال الذي موكل إليه النظر في المطالب المتعلقة بإنشاء محطات إذاعية وتلفزية خاصة. تم في السنوات الأخيرة تنقيح مجلة الصحافة في اتجاه تحريرها، ففي سنة 2001 ألغيت تهمة "ثلب النظام العام"، وفي يناير 2006 ألغي إجراء الإيداع القانوني والعقوبات المترتبة عنه للمنشورات المحلية.

## الإعلام ما قبل الثورة
الإعلام في تونس لم بختلف في المجمل عن أغلب وسائل الإعلام الدول المتخلفة ديموقراطيا، وقبل الثورة بصفة عامة، فقد كانت تتبنى وجهات نظر الحكومة وتتجنب عادة الخوض في المواضيع السياسية والاقتصادية. يتعرض وضع الإعلام التونسي إلى انتقادات شديدة من بعض الجمعيات المحلية والدولية من بينها نقابة الصحفيين التونسيين ، مراسلون بلا حدود ومنظمة العفو الدولية .

## الإعلام في عهد المرزوقي
عرف القطاع تشردما، وتضاربا كبيرا بين الفصائل المختلفة، كما أن ما يمكن أن يصطلح عليه بالثورة المضادة أو أزلام الديكتاتوربة السابقة شن حملات تحريضية وسلبية ضد مجاولة بناء الديمقراطية الفتية في تونس، وقد كان أبرز المتضررين من تلك الحملات الرئيس التونسي السابق المنصف المرزوقي.
الذي وجد نفسه بين خيار المبادئ الديمقراطية التي كان ينادي بها أو مهاجمة الثورة المضادة، وما قد يخلفه الأمر في وقت عصيب يمر به العالم العربي، والأوضاع الحساسة غير المستقلة في تونس، فحاول المرزوقي الرد على معوقات الثورة المضادةّ، من خلال إصدار الكتاب الأسود الذي أُصدر باسم الرئاسة الجمهورية استنادا على وثائق ومستندات نجت من الإتلاف في قصر قرطاج الرئاسي إبان الثورة التونسية.
والكتاب الأسود هو كتاب صادر عن رئاسة الجمهورية التونسية، إدارة الإعلام والتواصل، لمؤلفه المنصف المرزوقي الذي كان في رئاسة الجمهورية، وذلك في أواخر نوفمبر 2013، تحت عنوان: "منظومة الدعاية تحت حكم ابن علي - الكتاب الأسود"  وقد جاء الكتاب بغلاف اللون الأسود في دلالة على الحقبة القمعية التي كانت تعيشها البلاد في ظل حكم زين العابدين بن علي. يفتح الرئيس السابق والمعارض السابق لنطام بن علي، أرشيف وحقائق في مجال الإعلام، وكذلك نوعية الإعلاميين الذين تعاملوا مع الرئيس المخلوع زين العابدين بن علي من التونسيين والأجانب والانحراف عن مهنية وأهداف الصحافة في تصوير الوقائع والحقائق لا في تزويرها.

## الإعلام المكتوب
يوجد حاليا في تونس 267 صحيفة ومجلة.

### الصحف
يوجد في تونس 5 صحف يومية بالعربية: الصحافة (حكومية)، الصباح، الشروق، الصريح، والحرية (التابعة للتجمع الدستوري الديمقراطي الحزب الحاكم) و4 بالفرنسية لابراس (حكومية)، لوطون، لوكوتيديان ولورونوفو (التي يصدرها أيضا الحزب الحاكم). من أبرز الصحف الأسبوعية، الأخبار، تونس هبدو (بالفرنسية)، صباح الخير، جريدة المساء ، أخبار الجمهورية، الإعلان. تصدر كذلك الأحزاب السياسية، المرخص لها، صحفا بصفة دورية (وفي بعض الأحيان غير منتظمة) من أبرزها الطريق الجديد، لسان حال حركة التجديد، "الوحدة"، لسان حال حزب الوحدة الشعبية، الموقف التي يصدرها الحزب الديمقراطي التقدمي ومواطنون التي يصدرها التكتل الديمقراطي من أجل العمل والحريات
في سنة 2022 لم تعد هناك الا 4 صحفيومية تصدر بالعربية هي الصباح، الشروق، المغرب والصحافة و3 صحف يومية تصدر بالفرنسية هي لوطون، لوكوتيديان و لابراس وصحيفتان اسبوعيتان هي تونس هبدو (بالفرنسية) والاخبار (عربية)

### المجلات
من أبرز المجلات التي تصدر في تونس حقائق (تصدر بالفرنسية والعربية)، الملاحظ، لاكونوميست ماغربان، المهتمة بالشؤون الاقتصادية، مجلتي الإذاعة والتلفزة، بروفيسيون توريسم، المهتمة بالشأن السياحي. تصدر أيضا بعض المنظمات أو الجمعيات مجلات بشكل دوري.

### الإنترنت
يعتبر محتوى الصحافة الإلكترونية في تونس متواضعا مقارنة بنسبة تدفق وتطور الإنترنت في البلاد إلا أنه في تقدّم. تملك عدد من الصحف والمجلات مواقع إلكترونية إخبارية، فيما يقتصر أساسا باقي الإعلام الإلكتروني على مواقع مختصة في الرياضة أو الاقتصاد أغلبها بالفرنسية.

شركات الإنترنت في تونس هي: أورنج، توب نات، ڨلوبال نت، أوريدو وإتصالات تونس.

## الإذاعة
يرجع إنشاء أول إذاعة في تونس إلى 17 يونيو 1934 تاريخ إطلاق راديو صفاقس وراديو بنزرت الخاصتين. يحتوي المشهد الإذاعي حاليا على مالا يقل على 14 إذاعة منها 9 حكومية: الإذاعة الوطنية التونسية، إذاعة قفصة، إذاعة الكاف، إذاعة المنستير، إذاعة صفاقس، إذاعة تطاوين، إذاعة تونس القناة الدولية، إذاعة الشباب وإذاعة تونس الثّقافيّة، و5 خاصة: موزاييك أف أم، جوهرة أف أم، وإذاعة الزيتونة أف أم، وشمس أف أم, وإكسبراس أف أم.
أما بعد ثورة 14 جانفي 2011 فقد اسندت عشرات تراخيص البث لإذاعات العديد منها ذات طابع جهوي: ومن ابرز المحطات الجديدة صبرة أف أم، راديو كلمة، اوليس أف أم،...

## التلفزة
يرجع إنشاء أول قناة تلفزية تونسية إلى سنة 1965 تاريخ إطلاق بث القناة الوطنية. في 12 يونيو 1983 أطلقت إ.ت.ت. 2 كقناة ثانية. في 7 نوفمبر 1994 أطلقت قناة 21 الموجهة أساسا للشباب. تم فتح القطاع للخواص سنة 2003 وفي 13 فبراير 2004  تم إسناد رخصة للبث لقناة حنبعل. في سنة 2006 أعلن عن إطلاق قناة خاصة ثانية ت. ت. 1 من المنتظر أن تبدأ البث سنة 2010. تجدر الإشارة أن القناة الإيطالية رايونو متوفرة على الشبكة الأرضية (منذ سنة 1960)، كما أن القناة الفرنسية الثانية كانت متوفرة على الشبكة الأرضية بين يونيو 1989 وأكتوبر 1999. كان المشهد التلفزي المحلي يضم أيضا بين ديسمبر 1991 وأكتوبر 2001  قناة الأفق المشفرة، التابعة لمجموعة كانال بلوس الفرنسية، والتي كانت تبث برامج محلية في أوقات البث الغير المشفر.
بعد ثورة 14 جانفي قدّم رجال أعمال تونسيون مطالب في فتح 32 تلفزة جديدة قبل منها إلى حد الآن 6 تلفزات وهي:
التونسية TV التابعة لشركة CACTUS PROD,
خمسة TV,
اوليسTV,
التلفزة التونسية العالمية TWT,
الحوار التونسيTV,
ڨولدنTV,